# Chihiro og heksene
Chihiro og heksene (japansk titel: 千と千尋の神隠し, Sen to Chihiro no kamikakushi, engelsk titel: Spirited Away) er en japansk anime tegnefilm af animatoren og instruktøren Hayao Miyazaki. Den blev først udgivet i juli 2001 af Studio Ghibli. I 2002 havde en sjettedel af den japanske befolkning set Chihiro og Heksene. Den vandt Oscaren for bedste animationsfilm i 2003. 

## Synopsis
Chihiro og hendes forældre er flyttet til en ny by. I deres søgen efter det sted, hvor de skal bo, kommer de på afveje, men forsøger alligevel at følge vejen i håbet om, at de kommer frem. Vejen derimod ender ved en bygning med en tunnel, uden synlig ende. Selvom Chihiro ikke ønsker at gå ind, ønsker forældrene at vide hvad der er på den anden side. Tunnelen viser sig at være en port til en helt anden verden, hvor Chiriro kastes ud i et fantastisk eventyr, hvor hun skal redde sine forældre og finde en vej ud af den verden de er endt i.

## Personer
Chihiro Ogino/Sen (荻野 千尋 Ogino Chihiro)Er den 10-årige hovedperson, som igennem filmen udvikler sig fra det selvfikserede, pivede og pessimistiske barn til en mere voksen, arbejdsom og mere optimistisk person. Hendes navn bliver ændret af Yubaba (ejeren af badehuset) fra Chihiro (千尋) til Sen (千). I hele filmen tager vi Chihiros syn, hvor vi ser hendes meget (det meste af tiden) venligtsindede natur og udvikling.
Stemme indspillet af: Rumi Hiiragi (Japansk), Daveigh Chase (Engelsk), Thea Iven Ulstrup (Dansk)
Haku/Nigihayami Kohakunushi (ハク Haku,  oversat: "hvid")Er en ung dreng der hjælper Chihiro efter, at hun er blevet separeret fra sine forældre. Han forhindrer, at Chihiro bliver til en ånd og hjælper hende til at få arbejde i badehuset, så hun kan overleve. Haku er Yubabas underordnede og troldmandslærling. Han løber derfor ofte ærinder for Yubaba og udfører forskellige opgaver. Haku kan forvandle sig selv til en drage og det har betydning for handlingens udvikling. Haku er ofte meget kold og da heller ikke ret populær blandt de ansatte i badehuset, men han er meget venlig overfor Chihiro. Yubaba overvåger Haku meget nøje og han udsætter hele tiden sig selv for fare for at hjælpe Chihiro. Haku ønsker tilsyneladende kun at anvende magi til at hjælpe andre, men bliver udnyttet af Yubaba, så han ender med at skade med den.
Stemme indspillet af: Miyu Irino (Japansk), Jason Marsden (Engelsk), Sebastian Jessen (Dansk)
Yubaba (湯婆婆 Yubāba,  oversat: "heks")Den "onde" hovedkarakter, som udnytter folk som arbejdskraft på hendes varme bade for guderne. Trods hendes meget grådige og stædige natur, bekymrer hun sig stadig for det, der er hende nærmest, nemlig hendes søn, som hun i sidste ende prioriterer højere end guld.
Stemme indspillet af: Mari Natsuki (Japansk), Suzanne Pleshette (Engelsk) Birthe Neumann (Dansk)
Zeniba (銭婆 Zenība,  oversat: "Sløv gammel dame")Yubabas "gode" søster. Af person er hun som en bedstemor, der byder på mad og kage; hun misbruger heller ikke magi til ting hun kan lave i hånden og hygge sig med, så som at sy.
Stemme indspillet af: Mari Natsuki (Japansk), Suzanne Pleshette (Engelsk) Birthe Neumann (Dansk)
Nulfjæs (カオナシ Kaonashi)Har en stærk magi der tiltaler folks grådige sider og søger for så vidt kun at have venner, men da dem der kun søger den ansigtsløse for guldet ikke er rigtige venner, er han da ikke tilfreds med dem. Han finder kun ægte bekymring hos Chihiro da hun kun hjælper af venlighed. Til sidst finder han sin plads hos Zeniba hvor han kan give en hånd i hverdagen.
Stemme indspillet af: Tatsuya Gashuin (Japansk), Bob Bergen (Engelsk), Kristian Halken (Dansk)